# Ernst Trenkler
Ernst Trenkler (* 7. August 1902 in Wien; † 4. Februar 1982 ebenda) war ein österreichischer Kunsthistoriker und Bibliothekar.
Ernst Trenkler studierte Kunst- und Musikgeschichte sowie Klassische Archäologie an der Universität Wien und wurde dort am 7. Mai 1926 bei Josef Strzygowski promoviert. Anschließend war er Volontär am Kunsthistorischen Museum in der Gemäldegalerie und der Bibliothek. Seit 1930 arbeitete er als Bibliothekar an der Österreichischen Nationalbibliothek, wo er Direktor der Druckschriftensammlung und der Kartensammlung wurde.

## Veröffentlichungen (Auswahl)
- Beiträge zur Masaccio-Forschung. Dissertation Wien 1926.
- Das Livre du cuer d'amors espris des Herzogs René von Anjou. Wien 1946.
- Das schwarze Gebetbuch. Wien 1948.
- Geschichte der Österreichischen Nationalbibliothek. Teil 2: Die Nationalbibliothek, 1927–1967. Wien 1973.
- "Le guide di Roma" in der Österreichischen Nationalbibliothek (= Biblos-Schriften 88). Wien 1976.